# Ceramica Flaminia/2009
Deze pagina geeft een overzicht van de Italiaanse Ceramica Flaminia wielerploeg in  2009.

## Renners
| Naam                          | Geboortedatum | Nationaliteit | Ploeg 2008             |
| ----------------------------- | ------------- | ------------- | ---------------------- |
| Adriano Angeloni              | 31-01-1983    | Italië        |                        |
| Julian Dario Atehortua Bedoya | 19-06-1983    | Colombia      |                        |
| Maurizio Biondo               | 15-05-1981    | Italië        |                        |
| Giampaolo Caruso              | 15-08-1980    | Italië        |                        |
| Antonio D'Aniello             | 10-11-1979    | Italië        |                        |
| Volodymyr Doema               | 02-03-1973    | Oekraïne      |                        |
| Cristiano Fumagalli           | 28-07-1984    | Italië        |                        |
| Massimiliano Gentili          | 16-09-1971    | Italië        | Acqua & Sapone         |
| Leonardo Giordani             | 27-05-1977    | Italië        |                        |
| Dainius Kairelis              | 25-09-1979    | Litouwen      |                        |
| Mychajlo Chalilov             | 03-07-1975    | Oekraïne      |                        |
| Alessandro Maserati           | 08-09-1979    | Italië        | LPR Brakes             |
| Diego Nosotti                 | 26-07-1982    | Italië        |                        |
| Bernardo Riccio               | 21-03-1985    | Italië        | Tinkoff Credit Systems |
| Enrico Rossi                  | 05-05-1982    | Italië        |                        |
| Luigi Sestili                 | 09-07-1983    | Italië        |                        |
| Filippo Simeoni               | 17-08-1971    | Italië        |                        |

2006 · 2007 · 2008 · 2009 · 2010